# Шнайдер, Виржиль
Виржиль Шнайдер (фр. Virgile Schneider; 22 марта 1779, Саргемин — 11 июля 1847, Париж) — французский генерал, участник Наполеоновских войн, военный министр Франции.

## Биография
Родился 22 марта 1779 года в Сааре, сын врача. Образование получил в Политехнической школе в Париже. В 1799 году вступил на военную службу лейтенантом в инженерные войска.
В 1806—1807 годах принимал участие в походе в Восточную Пруссию, за отличие произведён в капитаны.
С 1808 года Шнайдер сражался в Испании, где принимал участие в осаде Сарагосы и Фигераса.
В 1811 году он находился в отряде французских войск на Ионических островах, а затем совершил кампанию в России. В самом конце похода, при бегстве остатков Великой армии, он был захвачен в плен.
После отречения Наполеона Шнайдер вернулся во Францию и был произведён в полковники. Во время кампании Ста дней он был начальником штаба в корпусе генерала Раппа.
Во время Второй реставрации Бурбонов Шнайдер был уволен в отставку, но в 1819 году вновь был призван на службу.
В 1823 году он принял участие в Испанской кампании, где командовал 20-м полком.
22 мая 1825 года произведён в генерал-майоры и участвовал в Морейской экспедиции. За отличие от греческого правительства получил почётный меч.
12 августа 1831 года Шнайдер получил чин генерал-лейтенанта. Далее он занимал высокие должности в военном министерстве и избирался депутатом парламента от Мозеля.
12 мая 1839 года Шнайдер был назначен военным министром Франции и находился на этой должности до 1 марта следующего года. Затем он был генерал-инспектором пехоты. 14 апреля 1844 года награждён Большим крестом ордена Почётного легиона.
Скончался в Париже 11 июля 1847 года.
Впоследствии его имя было выбито на Триумфальной арке в Париже.